# Melanokortinski 1 receptor
Melanokortin 1 receptor (MC1R'), takođe poznat kao melanocit-stimulišući hormon receptor (MSHR'), melanin-aktivirajući peptidni receptor, ili melanotropin receptor, jeste G protein-spregnuti receptor koji vezuje klasu pituitarni peptidnih hormona koji su poznati kao melanokortini. U ovu grupu hormona se ubrajaju adrenokortikotropski hormon (ACTH) i različite forme melanocit-stimulišućih hormona (MSH). MC1R je jedan od ključnih proteina koji učestvuju u regulaciji sisarske boje kože i kose. On je lociran na membrani plazme specijalizovanih ćelija koje se zovu melanociti. Te ćelije proizvode pigment melanin procesom melanogeneze. Ovaj receptor kontroliše tip proizvedenog melanina. Aktivacija ovog receptor uzrokuje da melanociti pređu sa generisanja žutog ili crvenog feomelanina na smeđi ili crni eumelanin.

## Proteinska funkcija

### kod sisara
Kad je receptor aktiviran jednom od MSH varijanti, tipično α-MSH, MC1R inicira kompleksnu signalnu kaskadu koja dovodi do produkcije smeđeg ili crnog pigmenta eumelanina. U kontrastu s tim, receptor može da bude antagonizovan agouti signalnim peptidom (ASIP), čime se ćelije vraćaju na produkciju žutog ili crvenog feomelanina.

## Literatura
- Roach, Marion (2005). Roots of Desire: The Myth, Meaning and Sexual Power of Red Hair. Bloomsbury USA. стр. 256 pages. ISBN 1-58234-344-6.
- Rees, Jonathan (2003). „The roots of red hair”. Wellcome Trust. Архивирано из оригинала 30. 10. 2007. г. Приступљено 31. 10. 2007.
- Silvers, Willys K. (1979). The Coat Colors of Mice. Springer-Verlag. ISBN 0-387-90367-4.
- Silvers, Willys K. (2003). „The Coat Colors of Mice”. Mouse Genome Informatics.
- Millington, G. W. M. (2006). „Proopiomelanocortin (POMC): the cutaneous roles of its melanocortin products and receptors”. Clin Exp Dermatol. 31: 407—412.
- „Melanocortin Receptors: MC1”. IUPHAR Database of Receptors and Ion Channels. International Union of Basic and Clinical Pharmacology. Архивирано из оригинала 28. 01. 2021. г.

## Spoljašnje veze
- Melanocortin+Receptor+1 на 